# 대니 그레인저

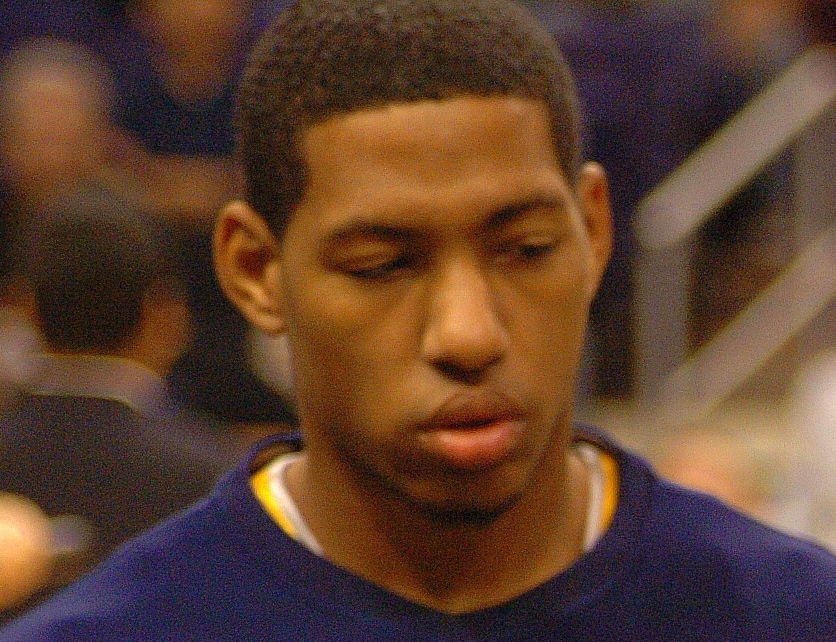

대니 그레인저(Danny Granger, 본명: 대니 그레인저 주니어, Danny Granger Jr., 1983년 4월 20일 ~ )는 전미 농구 협회(NBA)에서 10시즌을 뛰었던 미국의 전 프로 농구 선수이다. 뉴멕시코에서 2년 동안 대학 생활을 마친 후 2005년 인디애나 페이서스에 지명되었다. 2009년에 그레인저는 45%의 슈팅으로 경기당 평균 26득점을 기록했으며 올스타와 리그의 가장 발전된 선수로 선정되었다. 왼쪽 무릎 부상으로 인해 그레인저는 2012-13 시즌 동안 단 5경기만 출전할 수 있었고, 2014년 2월에는 필라델피아 세븐티식서스로 트레이드되었다. 로스앤젤레스 클리퍼스와 마이애미 히트에서 뛰었고 2015년에는 피닉스 선스와 디트로이트 피스턴스에서 잠시 활동했다.

## NBA 경력
- 인디애나 페이서스(2005~2014)
- 로스앤젤레스 클리퍼스 (2014)
- 마이애미 히트(2014~2015)